# Mallocephala rhodosoma
Mallocephala rhodosoma là một loài bướm đêm thuộc phân họ Arctiinae, họ Erebidae.